# 開港
開港（かいこう）とは港を開くことであり、通常、外国に対する貿易ができるようにすることをいう。また、そのようにして開かれた港のことをいう。時に空港に対しても使う。
ここでは主に関税法における開港を解説する。

## 関税法における開港
関税法第2条において開港とは貨物の輸出入並びに外国の貿易船の入港または出港が政令によって許されている港のことである。なお、空港の場合は税関空港という。また、開港は開港した年の翌年以降に年間の輸出量と輸入量の合計額が5000万円以下で、外国貿易船の入出港隻数が11隻以下の状態が2年間続くか、貨物の輸出入や外国貿易船の入出港がないとき廃止される。開港ではない港や空港のことを不開港という。

## おもな開港
開港とされる港は関税法施行令の別表に挙げられている。

## 条約港
条約港とは、歴史上、不平等条約による開港をいう。日本の幕末の長崎、横浜などはこれにあたる。